# Ершичи (Смоленская область)
Е́ршичи — село в Смоленской области России, административный центр Ершичского района.

## География
Расположено в южной части области в 140 километрах от Смоленска на реке Ипуть.

## История
Деревня Ершичи возникла на рубеже XVI-XVII веков и стала селом в 1730 году.
В середине XIX века — село Рославльского уезда, насчитывавшее 25 дворов и около 180 жителей. До 1928 года было волостным центром Рославльского уезда, в 1929—1931, 1932—1935 — центр Ершичского сельсовета Рославльского района, 1931—1932, 1935—1962 — центр Ершичского района, 1963—1971 — центр сельсовета Шумячского района, с 1972 года село является центром Ершичского района.

## Население
| 1859  | 1939  | 1941  | 1943 | 1959  | 1979  | 1989  |
| ----- | ----- | ----- | ---- | ----- | ----- | ----- |
| 183   | ↗1102 | →1102 | ↘628 | ↗1231 | ↗2874 | ↗3808 |
| 2002  |       |       |      |       |       |       |
| ↘3326 |       |       |      |       |       |       |

## Экономика
В селе — льнозавод (работал до 2001 года) и молокозавод.
Среди предприятий торговли — магазин сети «Магнит» и «Пятерочка».

## Транспорт
В 30 км от села есть железнодорожная станция Понятовка.

## Русская православная церковь
В селе зарегистрирован православный приход Храма в честь Симеона Богоприимца Смоленской епархии.

## Люди, связанные с селом
- Тимошенков Андрей Леонидович — сержант ВС РФ, морской пехотинец, участник военной операции России в Сирии, геройски погибший при защите гуманитарного конвоя в провинции Хомс и посмертно представленный к правительственной награде[9][10][11].
- Мисуркин, Александр Александрович — российский космонавт, Герой Российской Федерации (2016). Совершил три полета общей продолжительностью 346 суток 7 часов 04 минуты
- Марченков, Андрей Андреевич — российский преступник, серийный мошенник